# ソラントンネル

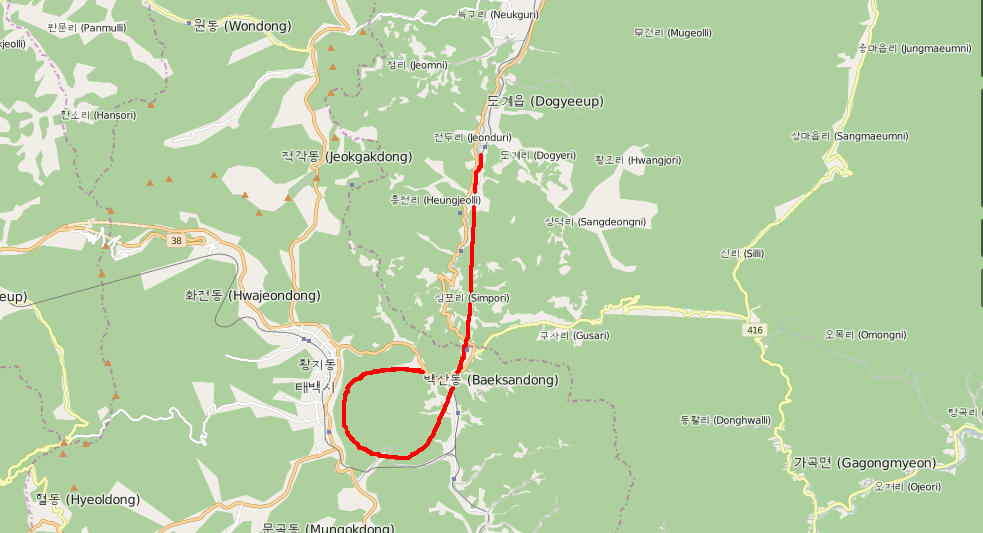
OSM上から見たソラントンネル (赤線がトンネル区間)

ソラントンネル（솔안터널）は、大韓民国江原特別自治道にある東栢山駅と道渓駅を結ぶ韓国鉄道公社（KORAIL）嶺東線のループ式鉄道トンネルである。

## 概要
2ヶ所のスイッチバックが存在するなど急勾配区間となっていた嶺東線東栢山 - 道渓間の線形改良のため、白頭大幹を貫くループ式トンネルとして建設された。
難工事のため、高度な技術と専門人材が投入されている。全線単線であるが、トンネル内に交換設備としてソラン信号場が設けられているほか、将来の複線化に備えた構造も有している。
ソラントンネルの開通により、30‰(パーミル)以上あった急勾配も24.5‰に大きく緩和し、路盤の安定性も確保され、嶺東線の所要時間短縮・列車増便に貢献した。

## 歴史
- 2001年7月 着工
- 2006年
  - 1月 トンネルが貫通。2009年を目処に開業を目指す。[2]
  - 6月 手抜き工事が発覚[3]
- 2012年6月27日 開通[4][5]

## トンネル開通後の影響
- トンネル開通により、従来の東栢山 - 道渓間の旧線（19.1km）は廃止され、旧線にあった深浦里信号場・興田駅・羅漢亭駅は、トンネル内に開設されたソラン信号場に統合された。
- 桶里駅は旅客取り扱いが無くなり、代わりに東栢山駅が桶里駅の代替として旅客営業を再開した。
- 旧線は、廃止後の2014年に「チューチューパーク」というスイッチバックリゾートとして活用され、現在、この区間は観光列車が運行されている。